# Чёрный чай
Чёрный чай — вид чая, который в процессе переработки подвергается полной ферментации, в течение от двух недель до месяца (по традиционной технологии). Наиболее популярный вид чая в Европе, включая Россию.
Название «чёрный чай» закрепилось в Европе, в китайском языке этот тип чая называется кра́сным (кит. упр. 红茶, палл. хун ча), такой цвет он имеет в заваренном виде, а «чёрным чаем» (кит. упр. 黑茶, палл. хэй ча) в китайском языке называются приготовленные из сравнительно грубых чайных полуфабрикатов такие сорта, как хунаньский хэйча (кит. упр. 湖南黑茶), лаоцинча (кит. упр. 老青茶), «сычуаньский бяньча» (кит. упр. 四川边茶) и пуэр. Из-за долгой ферментации собранного в кучи чайного листа во влажной атмосфере, в обработанном виде он у таких сортов чёрно-коричневого цвета.
Чёрный чай бывает байховым (рассыпной чай со скрученными листочками), гранулированным, прессованным и пакетированным.
Может быть ароматизированным. Например чай «Эрл Грей» ароматизируется бергамотовым маслом.
Вкус чёрного чая лишён горечи, настой имеет оранжевый или красный цвет. Чай обладает сложным действием, одновременно тонизирующим и успокаивающим.
Подаётся обычно без добавок или с сахаром, лимоном, молоком или сливками, часто сопровождает десерт.
Наиболее известные разновидности чёрного чая: Кимун, Юньнань, ассамский чай, цейлонский, Эрл Грей, Лапсанг Сушонг. Часто, к чёрным чаям ошибочно относят Дарджилинг — полуферментированный чай не подвергающийся полной ферментации.
Распространённую международную классификацию чёрного чая по степени измельчённости чайного листа см. в Категории чайного листа и Чай. Классификация.
Красные чаи получили большое распространение среди европейцев, потому что этот сорт чая не подвергался большим изменениям и порче при его транспортировке.
Именно этот сорт чая европейцы (в частности, англичане) начали культивировать в своих колониях после потери Китая как источника чая.

## Состав
Свежие листья черного чая содержат в среднем (в пересчете на массу сухого вещества): 36% полифенольных соединений, 25% углеводов, 15% белков, 6.5 % лигнина, 5% золы, 4% аминокислот, никотин до 5%, липидов, 1.5 % органических кислот, 0.5 % хлорофилла. Среди полифенолов, наиболее часто встречаются следующие катехины: галлат эпигаллокатехина, эпигаллокатехин, галлат эпикатехина и эпикатехин. Также в меньших количествах присутствуют и другие катехины: галлокатехин, дигаллат эпигаллокатехина, галлат 3-метилэпикатехина, галлат катехина и галлат галлокатехина.
Теафлавины, класс флаваноидов, в большом количестве содержатся только в чёрном чае и ответственны за его ярко-красный цвет.

## Производство

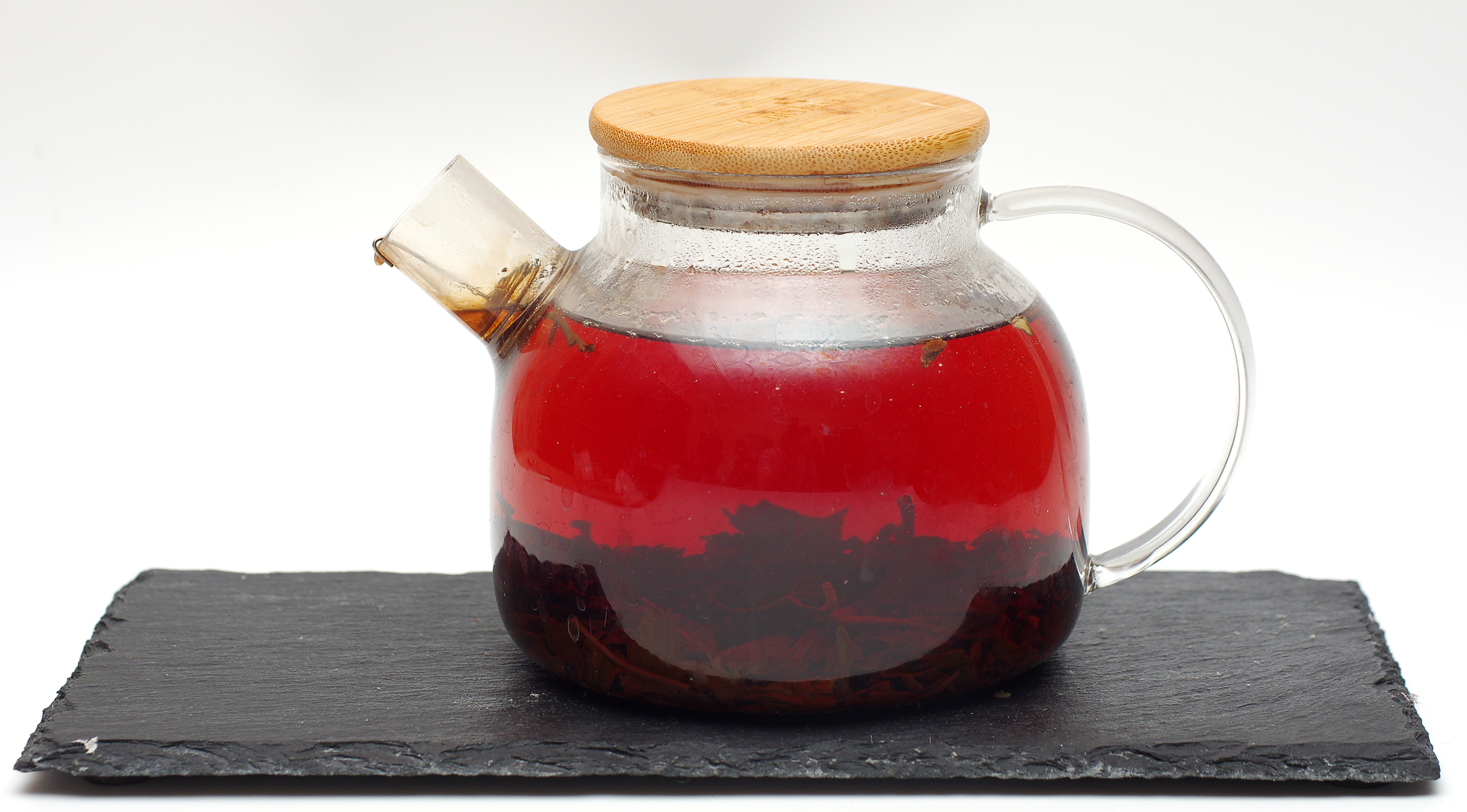
Чёрный чай в заварнике

1. После сбора урожая листья сначала увядают, обдувая их воздухом.
2. Затем чёрный чай обрабатывают одним из двух способов: CTC (от англ. Crush, Tear, and Curl — «Давить, рвать, скручивать») или ортодоксальным. Методом CTC получают листья фаннинга или «сорта пыли», которые обычно используются в чайных пакетиках. Этот метод эффективен для получения более качественного продукта из листьев среднего и низкого качества стабильно тёмного цвета. Ортодоксальная обработка выполняется либо машинами, либо вручную. Ручная обработка используется для приготовления высококачественных чаёв. В то время как методы, используемые в традиционной обработке, различаются по типу чая, этот стиль обработки приводит к высококачественному рассыпчатому чаю, к которому стремятся многие знатоки. После этого, чайным листьям позволяют полностью окислиться[4].
3. Затем листья окисляются при контролируемой температуре и влажности (этот процесс также называется «ферментацией», что в свою очередь является неправильным названием, поскольку фактическая ферментация не происходит. Полифенолоксидаза[англ.] является ферментом, активным в этом процессе). Уровень окисления определяет тип чая; полностью окисленный становится чёрным чаем, низкоокисленный становится зелёным чаем, а частично окисленный составляет различные уровни чая улун[5][6]. Это можно делать на полу или на конвейерной платформе с потоком воздуха для надлежащего окисления и контроля температуры. Поскольку окисление начинается на самой стадии прокатки, время между этими стадиями также является решающим фактором качества чая; однако быстрая обработка чайных листьев непрерывными методами может эффективно выделить это в отдельный этап. Окисление оказывает важное влияние на вкус конечного продукта[6], но количество окисления не является показателем качества. Производители чая сопоставляют уровни окисления с другими видами чая, которые они производят, чтобы придать желаемые конечные характеристики.
4. Затем листья сушат, чтобы остановить процесс окисления.
5. Наконец, листья сортируются по сортам в соответствии с их размерами (целые листья, ломаные, веера и «пыль»), обычно с использованием сит. Чай может быть дополнительно классифицирован по другим критериям.

## Классификация чаёв

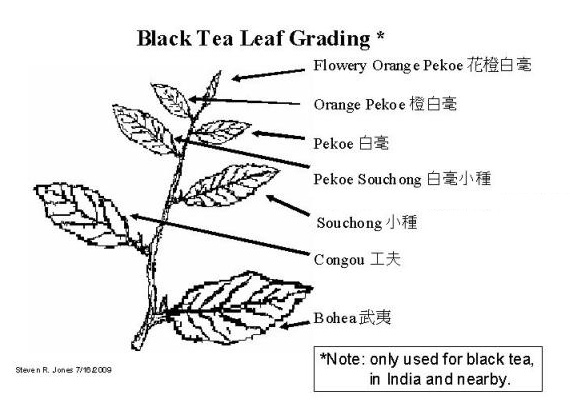
Сортировка чёрного чая.

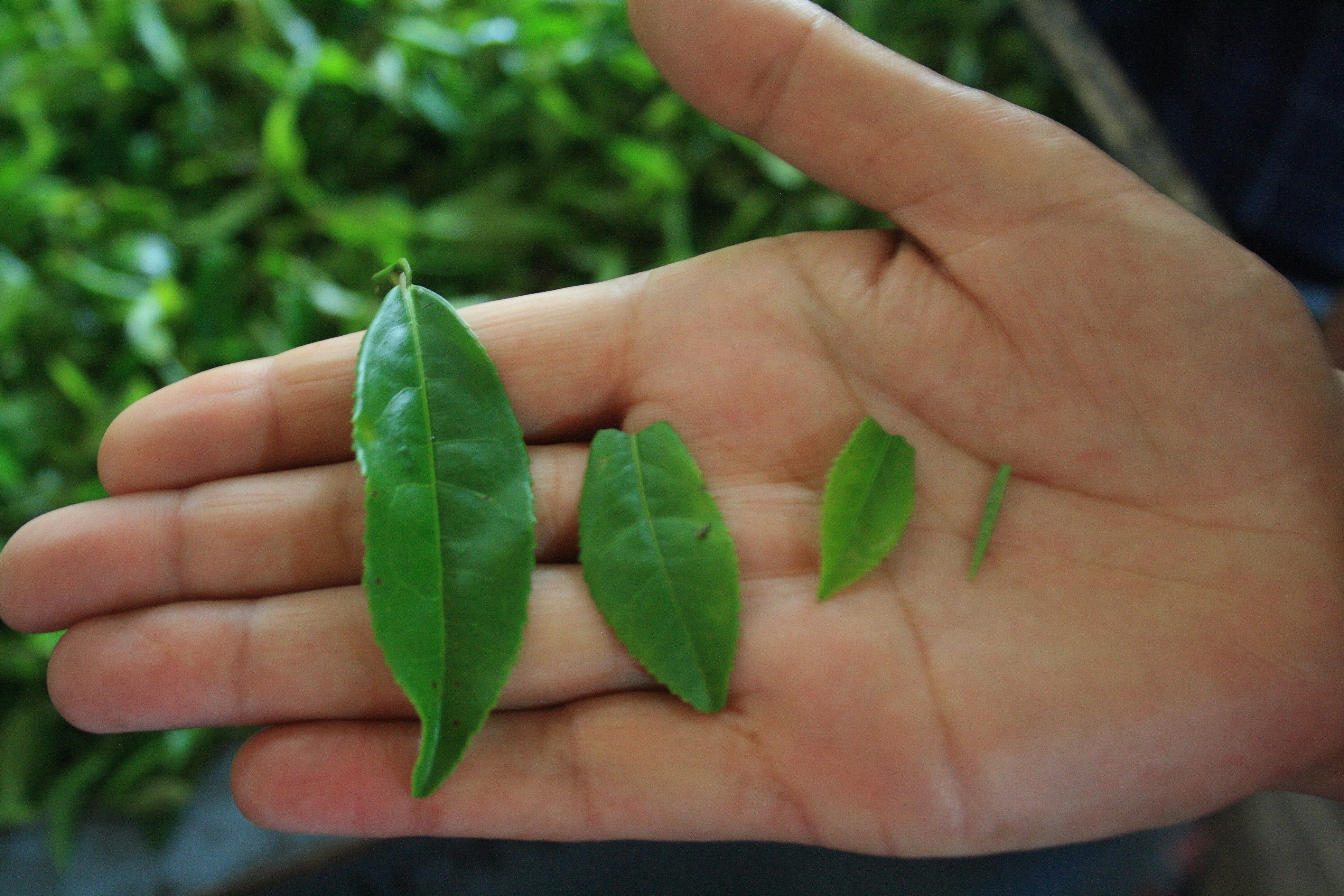
Свежие чайные листья разных размеров.

Чёрный чай обычно оценивается по одной из четырёх шкал качества. Цельнолистовые чаи отличаются высочайшим качеством, а лучшие цельнолистовые чаи классифицируются как «апельсиновый чай Пекое». После чая из цельных листьев чешуя разлагается на сломанные листья, высевки, а затем пыль. Цельнолистовой чай производится практически без изменений в чайном листе. В результате получается готовый продукт с более грубой текстурой, чем у чая в пакетиках. Чаи из цельных листьев широко считаются наиболее ценными, особенно если они содержат кончики листьев. Сломанные листья обычно продаются в виде рассыпчатого чая среднего сорта.
Более мелкие сломанные сорта могут быть включены в чайные пакетики. Фаннинги обычно представляют собой мелкие частицы чая, оставшиеся после производства более крупных сортов чая, но иногда их изготавливают специально для использования в пакетированных чаях. Пыль - это мельчайшие частицы чая, оставшиеся от производства вышеуказанных сортов, и часто используются для приготовления чая в пакетиках с очень быстрым и жёстким завариванием. Высевки и пыль полезны в пакетированном чае, потому что большая площадь поверхности многих частиц обеспечивает быструю и полную диффузию чая с водой. Фаннинги и пыль обычно имеют более тёмный цвет, отсутствие сладости и более сильный аромат при заваривании.

### Разновидности
| Регион    | Чай                                               | Родное имя                                  | Источник                                          |
| --------- | ------------------------------------------------- | ------------------------------------------- | ------------------------------------------------- |
| Китай     | Фуцзянь                                           |                                             |                                                   |
| Китай     | Фуцзянь                                           | Tǎnyáng-gōngfu (坦洋工夫)                   | Деревня Таньян, Фуань, провинция Фуцзянь          |
| Китай     | Фуцзянь                                           | Zhènghé-gōngfu (政和工夫)                   | Округ Чжэнхэ, Провинция Фуцзянь                   |
| Китай     | Фуцзянь                                           | Báilín-gōngfu (白琳工夫)                    | Город Бэйлинь, Фудин, провинция Фуцзянь           |
| Китай     | Лапсанг сушонгx                                   | Zhèngshān-xiǎozhǒng (正山小种)              | Горы Уишань, Провинция Фуцзянь                    |
| Китай     | Лапсанг сушонгx                                   | Yínjùnméi (银骏眉)                          | Горы Уишань, Провинция Фуцзянь                    |
| Китай     | Лапсанг сушонгx                                   | Jīnjùnméi (金骏眉)                          | Горы Уишань, Провинция Фуцзянь                    |
| Китай     | Кимун                                             | Qímén-hóngchá (祁门红茶)                    | Округ Цимэнь, Провинция Аньхой                    |
| Китай     | Дянь хун                                          | Yúnnán-hóngchá (云南红茶) / diānhóng (滇红) | Провинция Юньнань                                 |
| Китай     | Гуандун                                           | Yīngdé-hóngchá (英德红茶)                   | Индокитай, Провинция Гуандун                      |
| Китай     | Цзю Цюй Хонг Мэй (девять извилистых красных слив) | Jiǔqǔ-hóngméi (九曲红梅)                    | Ханчжоу, Провинция Чжэцзян                        |
| Тайвань   | Озеро Солнца и Луны                               | Rìyuè-tán-hóngchá (日月潭紅茶)              | Озеро Солнца и Луны, Город Наньтоу, Округ Наньтоу |
| Индия     | Ассам                                             | Ôxôm cah (অসম চাহ)                           | Штат Ассам                                        |
| Индия     | Дарджилинг                                        | Dārjiliṁ cā (দার্জিলিং চা)                        | Штат Западная Бенгалия                            |
| Индия     | Кангра                                            | Kāngada cāy (कांगड़ा चाय)                        | Район Кангра, Штат Химачал-Прадеш                 |
| Индия     | Муннар                                            | Mūnnār cāya (മൂന്നാർ ചായ)                       | Городок Муннар, Идуккский район, Штат Керала      |
| Индия     | Нилгири                                           | Nīlakiri tēnīr (நீலகிரி தேநீர்)                   | Нильгирисский район, Штат Тамилнад                |
| Корея     | Жаксол                                            | jaekseol-cha (작설차)                       | Округ Хадонг, Провинция Южный Кёнсан              |
| Непал     | Непальский                                        | Nēpālī ciyā (नेपाली चिया)                        | Республика Непал                                  |
| Шри-Ланка | Цейлон                                            | Silōn tē (සිලෝන් තේ)                            | Нувара-Элия                                       |
| Шри-Ланка | Цейлон                                            | Silōn tē (සිලෝන් තේ)                            | Димбула                                           |
| Шри-Ланка | Цейлон                                            | Silōn tē (සිලෝන් තේ)                            | Ува                                               |
| Шри-Ланка | Цейлон                                            | Silōn tē (සිලෝන් තේ)                            | Уда-Пусселлава                                    |
| Шри-Ланка | Цейлон                                            | Silōn tē (සිලෝන් තේ)                            | Канди                                             |
| Шри-Ланка | Цейлон                                            | Silōn tē (සිලෝන් තේ)                            | Рухуну                                            |
| Шри-Ланка | Цейлон                                            | Silōn tē (සිලෝන් තේ)                            | Сабарагамува                                      |
| Турция    | Риз                                               | Rize çayı                                   | Риз, Провинция Ризе, Черноморский регион          |
| Иран      | Лахиджан                                          | Chaie                                       | Лахиджан, Провинция Гилян, Каспийское море (юг)   |

## Смеси
Многие готовые чёрные чаи состоят из смесей различных сортов чёрного чая. Кроме того, чёрный чай часто смешивают с различными другими растениями или ароматизаторами для получения напитка.
| Blend                                            | Description |
| ------------------------------------------------ | --- |
| Чай Эрл Грей                                     | Чёрный чай с маслом бергамота. |
| Английский чай для завтрака                      | Полнотелый, крепкий, богатый и хорошо сочетающийся с молоком и сахаром. |
| Английский послеобеденный чай                    | Яркий и освежающий. Крепкие ассамские и кенийские чаи смешиваются с цейлонским, что придаёт купажу лёгкость. |
| Ирландский чай на завтрак                        | Смесь нескольких чёрных чаёв: чаще всего ассамские чаи и, реже, другие виды чёрного чая. |
| Индийский (южноазиатский) чай Масала со специями | Сочетает в себе чёрный чай, специи, произрастающие на индийском субконтиненте, молоко и подсластитель, такой как сахар или мёд; напиток из Индии, возможно, употреблявшийся в течение многих веков в древних королевствах регионах до прихода европейцев. Хотя возможность доколониальной чайной культуры всё ещё остаётся спорной, можно без всяких сомнений утверждать, что чай Масала после обретения независимости сыграл значительную роль в современной культуре потребления чая в Индии, сделав её крупнейшим потребителем чая в мире. Масала чай был широко признан и адаптирован на Западе местными жителями по своему вкусу с момента его введения Британской Ост-Индской компанией, с изменени |

## Заварка
Как правило, используется 4 грамма чая на 200 мл воды. В отличие от зелёного чая, который становится горьким при заваривании при более высоких температурах, чёрный чай следует замачивать в воде, доведённой до 90-95 °C. Первая заварка должна составлять 60 секунд, вторая - 40 секунд, а третья - 60 секунд. Если чай высокого качества, его можно заваривать несколько раз, постепенно добавляя 10 секунд к времени заваривания после третьего настоя (примечание: при использовании чайника большего размера соотношение чая и воды необходимо будет отрегулировать для достижения аналогичных результатов).
Стандартное заваривание чёрного чая:
- температура заваривания — 90-95 °C
- 200 мл воды
- 4 грамма чая
- время заваривания — 60-40-60 секунд

Холодный сосуд снижает температуру кипячения; чтобы избежать этого, требуется промывать сосуд водой при температуре ≥90 °C перед завариванием.
Чёрный чай из цельных листьев, который подаётся с молоком или лимоном, следует заваривать от четырёх до пяти минут. Более нежные чёрные чаи, такие как Дарджилинг, следует заваривать в течение 3-4 минут. То же самое относится и к чаям из ломаных листьев, которые имеют большую площадь поверхности и требуют меньше времени заваривания, чем целые листья. Более длительное время замачивания делает чай горьким. Когда чай заварится достаточно долго, чтобы удовлетворить вкус пьющего, его следует процедить перед подачей на стол.

## Влияние на здоровье
Обычный чёрный чай без сахара или добавок, содержащий кофеин, имеет ничтожно малое количество калорий и питательных веществ. Чёрный чай с камилией китайской содержит полифенолы, такие как флавоноиды, которые находятся на стадии предварительного исследования на предмет их способности влиять на кровяное давление и липиды крови, а также на факторы риска для сердечно-сосудистых заболеваний. На текущий момент, проведённые исследования остаются безрезультатными.
Исследования показали, что длительное употребление чёрного чая лишь незначительно снижало систолическое и диастолическое артериальное давление (около 1-2 мм рт. ст.), однако нет никаких строгих научных данных, показывающих, что этот эффект был связан именно с употреблением чёрного чая, а не с другими факторами. Потребление чёрного чая может быть связано со снижением риска инсульта, но существует лишь ограниченное количество исследований для оценки этой возможности.
Метаанализ наблюдательных исследований привёл к выводу, что потребление чёрного чая не влияет на развитие рака полости рта у азиатских или кавказских групп населения, рака пищевода или рака предстательной железы у азиатских групп населения, а также рака лёгких. Точно таким же образом, другой метаанализ не выявил существенного влияния на риск развития ишемической болезни сердца. Потребление чая, по-видимому, также не влияет на риск переломов костей, включая переломы бедра или плечевой кости у мужчин и женщин.
На сегодняшний день, не существует убедительных доказательств, что потребление чёрного чая имеет долгосрочное положительное влияние на здоровье человека. Требуются дополнительные рандомизируемые клинические исследования для более точных выводов.